# Arondismentul 13 din Paris
Arondismentul 13 (în franceză 13e arrondissement) este unul dintre cele douăzeci de arondismente din Paris. Este situat pe malul stâng al fluviului Sena. Este delimitat la nord de arondismentul 5, la est de Sena, la sud de comunele Gentilly, Le Kremlin-Bicêtre și Ivry-sur-Seine și la vest de arondismentul 14. Include „Triunghiul din Choisy”, unul dintre cartierele asiatice din Paris.

## Demografie
| An                      | Populație | Densitate (loc. pe km²) |
| ----------------------- | --------- | ----------------------- |
| 1861                    | 56.798    |                         |
| 1866                    | 70.192    |                         |
| 1872                    | 67.397    |                         |
| 1962                    | 166.709   | 23.329                  |
| 1968                    | 158.280   | 22.149                  |
| 1975                    | 163.313   | 22.854                  |
| 1982                    | 170.818   | 23.904                  |
| 1990                    | 171.098   | 23.943                  |
| 1999                    | 171.533   | 24.004                  |
| 2006 (vârf de populare) | 178.716   | 24.995                  |

## Administrație

### Primăria
| Alegere | Nume           | Partid | Mențiuni                            |
| ------- | -------------- | ------ | ----------------------------------- |
| 1983    | Jacques Toubon | RPR    | Ales în 1983, 1989, și 1995.        |
| 1995    | Serge Blisko   | PS     | Ales în 1995, a demisionat în 1997. |
| 2007    | Jérôme Coumet  | PS     | Ales în 2008 și 2014.               |

## Locuri

### Instituții publice
- Bibliothèque nationale de France, domeniul Tolbiac
- Institut national des langues et civilisations orientales
- École supérieure de journalisme de Paris
- Gara Austerlitz
- Hôpital de la Pitié-Salpêtrière
- Station F
- Télécom ParisTech
- Universitatea Paris Cité

### Principalele monumente
- Monumente civile
  - Manufacture des Gobelins
  - Piscine de la Butte-aux-Cailles
  - Tours Duo

- Monumente religioase

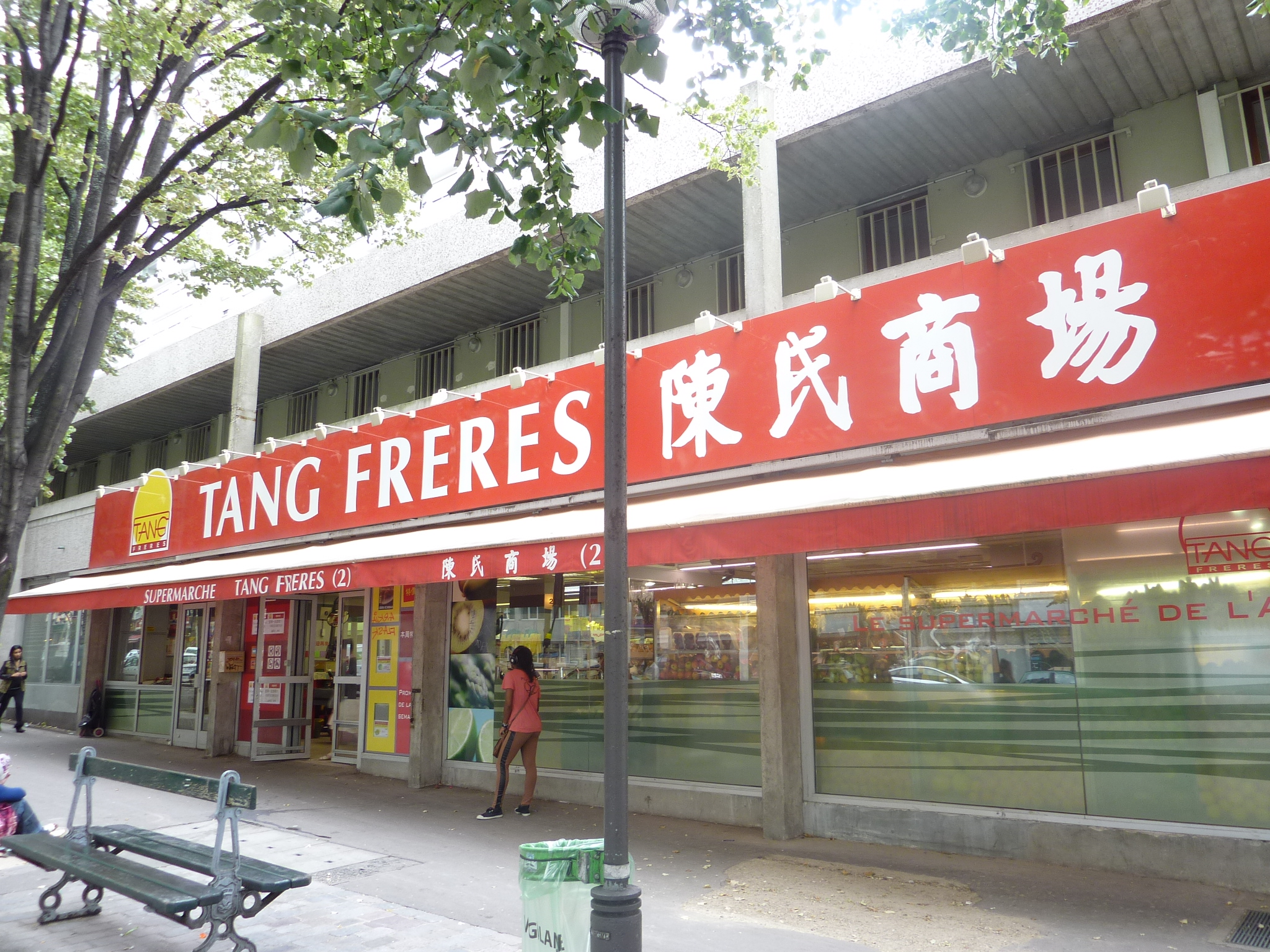
Supermarketul „Tang Frères” în cartierul asiatic din arondismentul 13

  - chapelle Notre-Dame-de-la-Sagesse
  - église Notre-Dame de la Gare
  - Église Saint-Albert-le-Grand
  - église Sainte-Anne de la Butte-aux-Cailles
  - Église Saint-Hippolyte
  - église Saint-Jean-des-Deux-Moulins
  - Église Saint-Marcel
  - église Sainte-Rosalie

- Parcuri și grădini
  - Parc de Choisy
  - Parc Kellermann
  - Jardin du Moulin-de-la-Pointe
  - Square René-Le Gall

## Legături externe
- Site-ul oficial